# Kręsk
Kręsk (deutsch Kranz) ist ein Ort in der polnischen Woiwodschaft Ermland-Masuren. Er gehört zur Gmina Stawiguda (Landgemeinde Stabigotten) im Powiat Olsztyński (Kreis Allenstein).

## Geographische Lage
Kręsk liegt am Südufer der Wulpingsees (auch: Thomsdorfer See, polnisch: Jezioro Wulpińskie) im Westen der Woiwodschaft Ermland-Masuren, zwölf Kilometer südwestlich der Kreis- und Woiwodschaftshauptstadt Olsztyn (deutsch Allenstein).

## Geschichte

### Ortsgeschichte
Der vor 1785 Krantz genannte und aus mehreren kleinen Gehöften bestehende Gutsort wurde 1353 gegründet. Am 7. Mai 1874 wurde Kranz Amtsdorf und damit namensgebend für einen Amtsbezirk, der bis 1945 bestand und zum ostpreußischen Kreis Allenstein gehörte.
Am 12. September 1894 wurde der Gutsbezirk Kranz in eine Landgemeinde gleichen Namens umgewandelt. Die Zahl der Einwohner belief sich im Jahre 1910 auf 104, sie stieg bis 1933 auf 113 und betrug 1939 noch 100.
Im Jahre 1945 wurde das gesamte südliche Ostpreußen in Kriegsfolge an Polen überstellt. Kranz erhielt die polnische Namensform „Kręsk“ und ist heute eine Ortschaft im Verbund der Landgemeinde Stawiguda (Stabigotten) im Powiat Olsztyński (Kreis Allenstein), bis 1998 der Woiwodschaft Olsztyn, seither der Woiwodschaft Ermland-Masuren zugehörig. Im Jahre 2011 zählte Kręsk 22 Einwohner.

### Amtsbezirk Kranz (1874–1945)
Zum Amtsbezirk Kranz gehörten für die gesamte Zeit seines Bestehens die Orte:
| Deutscher Name               | Polnischer Name |
| ---------------------------- | --------------- |
| Barwienen                    | Barwiny         |
| Dorothowo 1913–1945 Darethen | Dorotowo        |
| Kranz                        | Kręsk           |
| Mauden                       | Majdy           |

## Kirche
Bis 1945 war Kranz in die evangelische Kirche Allenstein in der Kirchenprovinz Ostpreußen der Kirche der Altpreußischen Union, außerdem in die römisch-katholische Kirche Schönbrück (polnisch Sząbruk) im damaligen Bistum Ermland eingepfarrt.
Heute gehört Kręsk zur evangelischen Christus-Erlöser-Kirche Olsztyn (Allenstein), jetzt der Diözese Masuren der Evangelisch-Augsburgischen Kirche in Polen zugehörig, außerdem zur römisch-katholischen Pfarrei in Dorotowo (Darethen) im jetzigen Erzbistum Ermland.

## Verkehr
Kręsk liegt an einer Nebenstraße, die als Seeuferstraße von Unieszewo (Schönfelde) bis nach Dorotowo verläuft. Eine Anbindung an den Bahnverkehr besteht nicht.